# Пустомити (зупинний пункт)
Пустомити — пасажирський зупинний пункт Львівської дирекції Львівської залізниці між станцією Глинна-Наварія та зупинним пунктом Семенівка. 
Розташований у центрі міста Пустомити Львівського району Львівської області.
Поблизу зупинки розміщується переїзд, через який проходить автошлях Т 1416 Львів — Меденичі. За 0,65 км від зупинки в напрямку Семенівки залізнична колія перетинає річку Ставчанку.

## Історія
Лінія, на якій розміщена платформа, відкрита у 1873 році як складова залізниці Львів — Стрий. Точна дата відкриття платформи наразі не встановлена, однак відбулося це не пізніше 1947 року.
Сучасного вигляду платформа набула після 1962 року, коли було електрифіковано лінію Львів — Стрий.